# Burgstall Kandlberg
Der Burgstall Kandlberg ist eine abgegangene Höhenburg bei 515 m ü. NHN auf dem „Kandlberg“ etwa 1000 Meter südsüdöstlich der Ortsmitte von Körzendorf, einem Ortsteil der Gemeinde Ahorntal im Landkreis Bayreuth in Bayern.
Am 21. Mai 1422 genehmigte der Bamberger Bischof den Bau der Burg, die während des Baus, möglicherweise wegen der dortigen Hussiteneinfälle bereits wieder aufgegeben wurde. Erhalten haben sich nur die beiden Enden des angefangenen Halsgrabens.